# Sravinaitis
Il lago Sravinaitis è un lago situato nella Lituania orientale, nel distretto di Ignalina, nel Parco nazionale dell'Aukštaitija, a circa 11 km a nord-ovest di Ignalina e nella seniūnija di Linkmenys.

## Descrizione
La lunghezza da ovest ad est è di 1,02 km, la larghezza massima è di 0,68 km. La profondità massima è di 13,5 m. Le rive sono basse, più alte invece in alcuni punti. La costa è molto tortuosa. A ovest è un'isola boscosa di 0,68 ettari: da nord a est si estende la foresta di Linkmenys.
Il nome del lago, in antico lituano Srovináitis, deriva dalla parola srovė (che significa "flusso d'acqua").